# Vincent Ferrini
Venanzio Ugo Ferrini, detto Vincent (Saugus, 24 giugno 1913 – 24 dicembre 2007), è stato uno scrittore e poeta statunitense di Gloucester, Massachusetts.

## Biografia

### Primi anni di vita
Vincent Ferrini è nato a Saugus, Massachusetts, il 24 giugno 1913. I genitori, Vincenzo e Rita Ferrini, erano anarchici cristiani emigrati da Raiano (AQ) e Bella (AV) in U.S.A. per lavorare nelle fabbriche di scarpe di Lynn, Massachusetts. L'esperienza di lavoro di Vincent nei calzaturifici e gli insegnamenti del padre hanno instillato una sensibilità per la vita dei poveri. 
Ha lavorato nelle fabbriche calzaturiere di Lynn e studiava. Ha frequentato assiduamente la Biblioteca Pubblica Lynn considerandola un grande tempio del sapere e della bellezza poetica. Il giovane bardo trovò lavoro come insegnante in WPA.
Ignorando gli avvisi di suo padre che il figlio di un operaio non avrebbe mai potuto diventare un poeta, Vincent pubblicò il suo primo volume di poesie, "No Smoke" nel 1940.
Nel 1943, Mike Gold del Daily Worker elogiato "Injunction", una sua raccolta di poesia sulla classe lavoratrice sullo sfondo della Seconda Guerra Mondiale. Nel 1942 si è sposato e ha lasciato il suo lavoro alla General Electric per guadagnarsi da vivere come un creatore di cornici.

### Carriera
Il trasferimento di Vincent a Gloucester ha segnato una svolta nella sua vita e nella sua poesia: da posizioni politiche e sociali alla ricerca personale e cosmica. Gloucester divenne il suo posto dove la vita e la poesia si combinano in una simbiosi naturale.
Nel 1949, dopo aver letto una poesia sulla rivista Imagi, Charles Olson ha fatto visita a Ferrini che Olson avrebbe sempre considerato come un "fan call". Ferrini è stato il catalizzatore che ha riunire Olson al poeta Robert Creeley. Più tardi Olson scritto i suoi primi "Maximus Poems" come lettere a Vincent.
Il primo matrimonio di Ferrini si è concluso nel 1960 dopo la morte di sua figlia. In seguito sposò l'artista Maria Shore. Quando finì anche il suo secondo matrimonio tornò al suo negozio di cornici in 126 East Main Street. Il piccolo negozio è diventato un centro per molti artisti e scrittori che sono venuti a Gloucester.
La visione di Vincent della persona, della famiglia, della comunità e della nazione, del lavorare insieme per il bene comune lo costrinse a scrivere editoriali e lettere non solo ai concittadini di Gloucester, ma anche a The Boston Globe, The New York Times e The Nation. A Gloucester City Hall ha espresso le sue preoccupazioni in centinaia di riunioni del consiglio. Il suo obiettivo è sempre stato la conservazione della sua città da quello che caratterizza "l'avidità incendiaria che distruggerà lo spirito e l'originalità della sua città."
Ferrini è rimasto un outsider accademico che non ha mai fatto una vita esclusivamente dalla sua scrittura. Con vigore, la creatività, e la passione ha mantenuto la sua poesia per oltre 67 anni: la produzione di 31 volumi di poesia, quattro volumi di opere teatrali, e un'autobiografia. Vincent è il soggetto della pellicola  Poem in Action del nipote Henry Ferrini. Inoltre è stato intervistato brevemente nel film di Henry intitolato  Polis is this.
Presso la D'Angelo's House della Fondazione Pascal D'Angelo di Introdacqua (AQ) sono conservate numerose opere di Vincent Ferrini e si sta approfondendo la tematica poetica di Vincent Ferrini.

### Poesia
- No Smoke, 1941 Falmouth Publishing House, Portland Maine
- No Smoke, available in braille,
- Injunction, 1943 Sand Piper Press, Lynn, Massachusetts
- Tidal Wave, 1945 Great Concord Publishers, New York, New York
- Blood of the Tenement, 1945 Sand Piper Press, Lynn, Massachusetts
- Plow in the Ruins, 1948 James Decker Press, Prairie City, Illinois
- Sea Sprung, 1949 Cape Ann Press, Gloucester, Massachusetts
- The Infinite People, 1950 Great Concord Publishers, New York, New Your
- The House of Time, 1952 Fortune Press, London, England
- In the Arriving, 1954 Heron Press, Liverpool England
- Mindscapes, 1955 Peter Pauper Press, Mt. Vernon, New York
- Timeo Hominem Unius Mulieris, 1956 Heron Press, Liverpool, England
- The Garden, 1958 Heuretic Press, Gloucester, Massachusetts
- The Square Root of In, 1959 Heuretic Press, Gloucester, Massachusetts
- Book of One, 1960 Heuretic Press, Gloucester, Massachusetts
- Mirandum, 1963 Heuretic Press, Gloucester, Massachusetts
- I Have the World, 1967 Fortune Press, London, England
- The Hiding One, 1973 Me and Thee Press, Brookline, Massachusetts
- Ten Pound Light, 1975 The Church Press, Gloucester, Massachusetts
- Selected Poems, 1976 University of Connecticut Library, Storrs, Connecticut
- Know Fish, Volumes I and II, 1979 University of Connecticut
- Know Fish, Volume III, The Navigators 1984 University of Connecticut
- Know Fish, Volumes IV and V, The Community of Self, 1986 University of Connecticut
- Know Fish, Volumes VI and VII, This Other Ocean, 1991 University of Connecticut
- A Tale of Psyche, 1991 Igneus Press, Bedford, New Hampshire
- Magdalene Silences, 1992 Igneus Press, Bedford, New Hampshire
- Deluxe Daring, 1994 Drawings by Jane Robbins and poetry of Vincent Ferrini, Bliss Publications, Boston, MA
- The Magi Image, 1995 Igneus Press, New Hampshire
- Preamble to Divinity, 1996 Published in cooperative venture by: JUXTA, Charlottesville, VA & 3300 Press, San Francisco CA...

### Antologie
- American Poets: 1880-1945, Dictionary of Literary Biography, Vol 48, 1986 Gale Research Company, Detroit, MI
- Italian American Poets, 1985 Italian translation: Ferdinand Alfonsi, A. Carello Editore, Catanzaro, Italia
- Poets of Today, Walter Lowenfels, 1964 International Publishers, NY, NY
- Twentieth Century American Poets, 1989 Russian translation: Valery Shpak, Ukraine, USSR

### Plays
- The Innermost I land, Best Short Plays 1952-53, Dodd Mead & Company NY, NY
- Telling of the North Star Best Short Plays 1953-54, Dodd Mead & Company NY, NY
- Five Plays, 1960 Fortune Press, London, England
- War in Heaven, 1987 University of Connecticut Library, Storrs, CN
- Undersea Bread, 1989 University of Connecticut Library, Storrs, CN

### Autobiografia
- Hermit of the Clouds, 1988 Ten Pound Island Book Company, Gloucester, MA
- Hermit of the Clouds, 1990 Japanese translation: Shingo Tajima. Ten Pound Island Book Company, Gloucester, Massachusetts

| Controllo di autorità | VIAF (EN) 30820442 · ISNI (EN) 0000 0001 1489 5552 · LCCN (EN) n79103764 · GND (DE) 1027860109 · J9U (EN, HE) 987007382161705171 |